# FK Hvězda Cheb
FK Hvězda Cheb (Nederlands: Ster Cheb) is een Tsjechische sportclub uit Cheb. De club speelt haar thuiswedstrijden op het Stadion Lokomotiva. De club werd in 2001 opgericht als FK Union Cheb 2001 als fenix-club van de voetbalclub FC Union Cheb. Naast voetbal is de club ook actief in het handbal en de zwemsport.

## Naamsveranderingen
- 2001 – opgericht als FK Union Cheb 2001 (Fotbalový klub Union Cheb 2001)
- 2011 – FK Hvězda Cheb (Fotbalový klub Hvězda Cheb)